# Live in Vermont
Live in Vermont – szósty album koncertowy Burning Speara, jamajskiego wykonawcy muzyki reggae.
Album w postaci płyty DVD został wydany 22 marca 2004 roku przez Burning Music, własną wytwórnię Speara. Znalazło się na nim nagranie z koncertu muzyka w Vermont w lipcu 1998 roku. Produkcją krążka zajął się sam wokalista.

## Lista utworów
1. "Burning Reggae"
2. "Play Jerry"
3. "Columbus"
4. "Tumble Down"
5. "Marcus Garvey"
6. "African Postman"
7. "Identity"
8. "Slavery Days"
9. "Rock In Time"
10. "Red, Gold & Green"